# Nokia 5110
Nokia 5110 – telefon z serii N50. Działa w sieci GSM 900. Charakteryzuje się dość dużymi wymiarami oraz niezwykłą solidnością wykonania, jest odporny na urazy i ma doskonałą żywotność baterii. Aparat miał premierę 12 kwietnia 1998 r.

## Dane techniczne

### Wyświetlacz
- Monochromatyczny[1]

### Sieci
- GSM 900

### Wymiary
- 47 × 132 × 31 mm[1]

### Masa
- 170 gramów[2]

### Czas czuwania (maksymalny)
- 375 godzin

### Czas rozmowy (maksymalny)
- 300 minut

## Funkcje dodatkowe
- Zegar
- Budzik
- Kalkulator
- Przelicznik walut
- 30 dzwonków monofonicznych
- 4 profile:
  - Osobiste
  - Milczy
  - Dyskretny
  - Głośne
- Wiadomości SMS
- Notatnik
- 3 gry:
  - Pamięć
  - Wąż
  - Logika
- Wymienny panel przedni